# Conor Leslie
Conor Marie Leslie (Millburn, Nueva Jersey; 10 de abril de 1991) es una actriz estadounidense. Ha aparecido en papeles protagónicos en la serie Klondike (2014), Other Space (2015) y Shots Fired (2017) y la película Chained (2012). Sus apariciones en televisión también incluyen papeles recurrentes en The Man in the High Castle (2015–2018) y Graves (2016–2017). Actualmente interpreta a Donna Troy / Wonder Girl en la serie Titans (2018-presente).

## Biografía
Nació en Millburn, Nueva Jersey. Junto con la actuación, desarrolló un interés en la fotografía. Estudió en la Millburn High School, de donde se graduó en 2008. Después de terminar la escuela secundaria, se mudó a la ciudad de Nueva York.

## Carrera
A los 15 años, comenzó su carrera actuando en comerciales y en el piloto para M.O.N.Y., de Spike Lee, en 2007. Su debut en televisión fue en 2009 con una aparición especial en The Unusuals como Karen Delmonte, una alucinación de la novia de la escuela secundaria del detective Eric Delahoy (Adam Goldberg). Al año siguiente, interpretó a Eliza, una joven de 17 años atrapada exponiéndose en la cámara web en el final de la serie de Law & Order, Mia Caruso, una pasante de una revista potencialmente relacionada con un asesinato en Law & Order: Criminal Intent, y estudiante coqueta Parker en 90210 e hizo su debut cinematográfico en Beware the Gonzo como Amy, una popular estudiante de secundaria. Los papeles invitados de Leslie en televisión continuaron en 2011 con una aparición en No Ordinary Family como Chloe Cotten, una nueva amiga de Daphne Nicole Powell (Kay Panabaker).
En 2012, interpretó a Angie en la película de suspenso psicológico Chained, una mujer joven secuestrada por un asesino en serie (Vincent D'Onofrio) para ser asesinada por su reacio aprendiz (Eamon Farren). El crítico de DVD Talk Jamie S. Rich elogió su actuación y, aunque criticaba la película en general, escribió que Leslie interpretó a su personaje "con una gravedad desgarradora".
Después de ser elegida para el piloto de Widow Detective, apareció en la serie Rizzoli & Isles como la Sra. Barlow, la secretaria legal de un juez asesinado, y en Revenge como Bianca, una criada que trabaja para la familia Grayson, en 2013. También apareció como la enigmática estudiante universitaria Greta en Campus Life, una película de 2013 creada para el sitio web JumpView. Una versión reeditada de la película fue lanzada más tarde a los medios domésticos en 2015 como Campus Code.
Consiguió su primer papel regular en una serie como la joven cortesana Sabine en Klondike, una miniserie de Discovery Channel sobre la fiebre del oro de Klondike. La primera serie guionizada emitida por Discovery Channel se emitió a principios de 2014. También interpretó a la aparente víctima de secuestro Kelly Donovan en un episodio de Hawaii Five-0 y apareció en la película Parts per Billion como Des, una exnovia del personaje de Penn Badgley.
Sus apariciones en pantalla en 2015 comenzaron con The Man in the High Castle como Trudy Walker, la media hermana de Juliana Crain (Alexa Davalos). Aunque el personaje fue asesinado en el primer episodio, regresó para la segunda y tercera temporada, donde se reveló que Trudy todavía estaba viva en una línea de tiempo diferente. Luego, pasó a retratar a la computadora de la nave espacial Natasha en la serie de comedia de ciencia ficción de Yahoo! Other Space. La serie se cancelaría al año siguiente, evitando que la serie se renueve para una segunda temporada. Además de The Man in the High Castle y Other Space, interpretó a Gwen Hollander, la prometida explotada por Tom Keen (Ryan Eggold) en la serie The Blacklist, a Mary Lowe, la hermana de una mujer que se cree fue asesinada por su esposo en la serie Major Crimes, y a Nicole, un interés amoroso no correspondido del personaje de Ricky Mabe en la película Dirty Beautiful.
Durante 2016, fue elegida como Molly Parsons, una empleada del sitio de citas con un secreto en un episodio de Elementary. Más tarde apareció en un papel recurrente en Graves como Tasha Ludwig, novia de Jeremy Graves (Chris Lowell).
En 2017, interpretó a Sarah Ellis, la asistente de la ficticia gobernadora de Carolina del Norte interpretada por Helen Hunt, en un papel regular en la miniserie de Fox Shots Fired. Además, interpretó a la presunta víctima de agresión sexual Holly Greco en un episodio de Gone, y a Amber, una mujer joven que desconoce la homosexualidad de su novio (Steven Walden) en el cortometraje Down, dirigido por su hermano Dylan.
Protagonizó el cortometraje de Zelda Williams Shrimp, como Sasha, una dominatrix en un estudio de BDSM. El corto se estrenó en el Festival de cine de Tribeca de 2018 y luego fue desarrollado como una serie por Gunpowder & Sky.
Más tarde, se convirtió en la primera actriz en retratar a Donna Troy, la Wonder Girl original, en la serie de imagen real Titans, de DC Universe. Luego de la presentación en pantalla del personaje en el octavo episodio homónimo, Chancellor Agard de Entertainment Weekly la describió como "perfecta como Donna" y escribió que Donna era "automáticamente [su] parte favorita del programa". Apareciendo como estrella invitada durante la primera temporada, fue nombrada como protagonista para la segunda temporada de la serie en 2019.

## Filmografía

### Cine
| Año  | Título            | Personaje | Notas        |
| ---- | ----------------- | --------- | ------------ |
| 2010 | Beware the Gonzo  | Amy       |              |
| 2012 | Chained           | Angie     |              |
| 2014 | Parts per Billion | Des       |              |
| 2015 | Dirty Beautiful   | Nicole    |              |
| 2015 | Campus Code       | Greta     |              |
| 2017 | Down              | Amber     | Cortometraje |
| 2018 | Shrimp            | Sasha     | Cortometraje |
| 2021 | Cicada 3301       | Gwen      | Protagonista |

### Televisión
| Año       | Título                       | Personaje                | Notas                                                       |
| --------- | ---------------------------- | ------------------------ | ----------------------------------------------------------- |
| 2007      | M.O.N.Y.                     | Anabelle Capanelli       | Piloto no emitido                                           |
| 2009      | The Unusuals                 | Karen Delmonte           | Invitada, episodio: "The Circle Line"                       |
| 2010      | Law & Order                  | Eliza                    | Invitada, episodio: "Rubber Room"                           |
| 2010      | Law & Order: Criminal Intent | Mia Caruso               | Invitada, episodio: "Traffic"                               |
| 2010      | 90210                        | Parker                   | Invitada, episodio: "Catch Me If You Cannon"                |
| 2011      | No Ordinary Family           | Chloe Cotten             | Invitada, episodio: "No Ordinary Friends"                   |
| 2012      | Widow Detective              | Amanda Jaworski          | Piloto no emitido                                           |
| 2013      | Rizzoli & Isles              | Sra. Barlow              | Invitada, episodio: "Judge, Jury and Executioner"           |
| 2013–2014 | Revenge                      | Bianca                   | Secundaria, 3 episodios                                     |
| 2014      | Klondike                     | Sabine                   | Principal                                                   |
| 2014      | Hawaii Five-0                | Kelly Donovon            | Invitada, episodio: "Ma lalo o ka 'ili"                     |
| 2015–2018 | The Man in the High Castle   | Trudy Walker             | Secundaria                                                  |
| 2015      | Other Space                  | Natasha                  | Principal                                                   |
| 2015      | The Blacklist                | Gwen Hollander           | Invitada, 2 episodios                                       |
| 2015      | Major Crimes                 | Mary Lowe                | Invitada, episodio: "Blackout"                              |
| 2016      | Elementary                   | Molly Parsons            | Invitada, episodio: "To Catch a Predator Predator"          |
| 2016–2017 | Graves                       | Tasha Ludwig             | Recurrente                                                  |
| 2017      | Shots Fired                  | Sarah Ellis              | Principal                                                   |
| 2017      | Gone                         | Holly Greco              | Invitada, episodio: "Ride"                                  |
| 2018–2021 | Titans                       | Donna Troy / Wonder Girl | Invitada, 2 episodios (temporada 1) Principal (temporada 2) |